# Sant Joan de Riu
Sant Joan de Riu (o Sant Joan Baptista) és l'església parroquial, romànica, de Riu de Cerdanya (Cerdanya) i és inclosa a l'Inventari del Patrimoni Arquitectònic de Catalunya.

## Descripció
Es tracta d'una església d'una sola nau amb capelles laterals de planta quadrada i capçada per un absis semicircular. La planta és de creu llatina. La coberta és de llosa. A la nau, la coberta és a dues aigües i a l'absis és d'una sola vessant.
Els murs són de pedra de conglomerat vermellós sense treballar. A les arestes de l'immoble és l'únic lloc on hi ha carreus ben escairats.
S'accedeix a l'església a través d'una porta adovellada d'arc de mig punt. A la dovella central hi figura la data 1773, amb la creu de Sant Joan al centre. És el mateix tipus de gravat que presenten les làpides funeràries cerdanes d'aquest moment.
El retaule també porta la data 1773.
A la part superior de la porta, una petita fornícula acull la imatge de Sant Joan Baptista. Aquesta imatge fou col·locada l'any 2002, ja que l'antiga va desaparèixer.
La façana està coronada per un campanar d'espadanya de dos ulls. Al darrere del qual hi ha la caixa (segurament construïda posteriorment) que dona accés a les campanes.
Al damunt de la fornícula hi ha un rellotge mecànic, col·locat a l'ull de bou. Per sobre d'aquest, en trobem un de sol.
A la banda dreta de la porta hi ha una placa de pedra vermella a la qual es pot llegir amb dificultat: "PLAZA DE LA CONSTITUCIÓN 18 + 21", que fa referència a la Constitució de Cádiz de 1812 (que va estar vigent entre 1812-1814, 1820-1823 i el 1836-1837).
La nau presenta coberta de volta de canó, amb llunetes, sostinguda per uns pilars adossats a la paret. A l'exterior hi ha contraforts laterals.
Als peus de la nau trobem un petit cor de fusta al qual s'accedeix per unes escales. El primer tram de les quals és de pedra i seguidament de fusta.

## Història
Probablement aquesta església fou construïda a principis del segle xi i l'edifici original fou una església romànica, probablement de planta i estructura similar a l'actual. S'ha trobat un document de 1862 en el qual es demana permís al prior del monestir de Sant Miquel de Cuixà per seguir aprofitant pastures, privilegi que va ser ratificat. Aquest document confirma la dependència de l'església de Sant Joan del monestir de Cuixà.
L'església de Riu fou sufragània de la de Pedra fins al 1904. Anteriorment aquesta última era rectoria i la de la Riu era vicaria.
L'església de Sant Joan Batista es parroquial de Rius del Pendís i té tendència de la de Bellver de Cerdanya.